# Frédéric Antonetti
Frédéric Antonetti (sinh ngày 19 tháng 8 năm 1961) là một huấn luyện viên và cựu cầu thủ bóng đá người Pháp.

## Sự nghiệp Huấn luyện viên
Frédéric Antonetti đã dẫn dắt SC Bastia, Gamba Osaka, AS Saint-Étienne, OGC Nice, Stade Rennais FC, Lille OSC và FC Metz.